# Čembar
Il Čembar (in russo Чембар?), nel corso superiore Bol'šoj Čembar (Большой Чембар), è un fiume della Russia europea, affluente di sinistra del Vorona. Scorre nei rajon Kamenskij e Belinskij dell'oblast' di Penza.
Il Bol'šoj Čembar ha origine sulle alture Kernsko-Čembarskaja dalla confluenza dei fiumi Levka e Jun'ga. Ha una lunghezza di 78 km (110 km con il Levka), l'area del suo bacino è di 2 010 km². Scorre in direzione ovest-nord-ovest; dopo aver ricevuto da destra il Malyj Čembar prende il nome di Čembar. Alla confluenza si trova la città di Belinskij.
Il fiume ha un letto tortuoso e scorre serpeggiando su un terreno pianeggiante. La larghezza nel tratto superiore è di 3-5 m, nel tratto medio arriva fino a 10 metri, poi verso la diga che è stata costruita presso il villaggio di Gorodok si allarga fino a 25-40 m. Sotto la diga si restringe notevolmente e alla foce la larghezza del canale non supera quasi mai i 10 m, la profondità media del fiume è di 1-1,5 m. Sfocia nel fiume Vorona a 392 km dalla foce. L'acqua del fiume, nella maggior parte delle zone, non è potabile e non è adatta all'uso domestico. I principali inquinanti di origine antropica del fiume sono le acque reflue municipali e industriali e i rifiuti domestici.